# Лекции по русской литературе (Набоков)
«Лекции по русской литературе» (англ. Lectures on Russian Literature) — лекционные материалы русского и американского писателя В. В. Набокова, посвящённые русской литературе XIX—XX веков. Были подготовлены им во время преподавания в США и опубликованы после его смерти. Набоков с семьёй эмигрировал из России после Октябрьской революции, длительное время проживал в Германии. После переезда из Франции в США в связи с событиями, связанными с началом Второй мировой войны, с 1940 по 1958 год писатель зарабатывал на жизнь чтением курсов русской и мировой литературы в колледже Уэллсли и затем в Корнеллском университете. После смерти Набокова его лекционные материалы были собраны, отредактированы и изданы американским библиографом Фредсоном Бауэрсом при содействии вдовы писателя Веры и сына Дмитрия. «Лекции по русской литературе» были опубликованы в 1981 году на английском языке, русскоязычное издание увидело свет в 1996 году.
В своих «Лекциях» Набоков обращается к исследованию творчества нескольких избранных им русских писателей: Николая Гоголя, Ивана Тургенева, Фёдора Достоевского, Льва Толстого, Антона Чехова, Максима Горького. Лекции основаны на сохранившихся материалах курса «Русская литература в переводах» различной степени проработанности и отредактированности, оставшихся после смерти Набокова. Издания «Лекций» дополняются также некоторыми литературоведческими статьями писателя. После выхода в свет лекций по европейской и русской литературе в критике они были встречены неоднозначно, хотя сам факт их появления был расценён как выдающееся событие в области литературоведения. Звучали критические замечания по поводу упрощённого метода анализа и содержания, неакадемичности, субъективизме, использовании пространных цитат анализируемых произведений, минимального использования литературоведческих работ других авторов. Со временем своеобразие лекционных материалов было оценено более взвешенно, к ним стали подходить как к своеобразному манифесту писателя, стремившегося выразить свою эстетическую концепцию, взгляды, оказать влияние на слушателей и читателей. Получило распространение мнение о том, что литературоведческие труды Набокова, посвящённые русским писателям, могут помочь интерпретировать его собственное творчество, постичь его подходы и методы работы, определить его место в российской словесности.

## Создание

### Предыстория

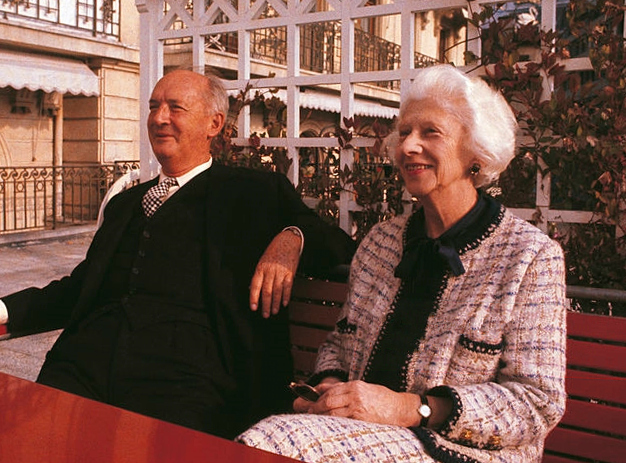
Владимир и Вера Набоковы в 1969 году

Владимир Набоков родился 10 (22) апреля 1899 года в Санкт-Петербурге в состоятельной и образованной дворянской семье. В ней широко использовались три языка — русский, английский и французский — и, таким образом, будущий писатель владел этими языками с самого раннего детства. Первоначальное образование получил в Тенишевском училище в Петербурге. В это время литература и энтомология становятся двумя его основными увлечениями. Октябрьская революция, которую в семье восприняли резко отрицательно (такое отношение писатель пронёс через всю жизнь) заставила Набоковых перебраться в Крым, где к Владимиру пришёл первый литературный успех. В апреле 1919 года, перед тем, как Крым перешёл под контроль большевиков, семья Набоковых навсегда покинула родину. После всех странствий семья обосновалась в Берлине, а Владимир продолжил образование в Кембриджском университете (Тринити-колледж). Завершив с отличием университетский курс филологии осенью 1922 года, Набоков также переехал в Берлин, где зарабатывал на жизнь различными способами: переводами, составлением шахматных задач, преподаванием языков, уроками тенниса, актёрской игрой, написанием статей, рассказов и стихов. Начиная с 1920 года и на протяжении всего периода проживания в Европе он активно печатался в ведущих эмигрантских изданиях под псевдонимом Сирин. В 1925 году Набоков женился на Вере Слоним, петербурженке из еврейско-русской семьи. Набоков и его супруга были активными участниками Берлинского кружка поэтов, который распался в 1933 году после прихода к власти нацистов. В 1937 году Набоковы уехали во Францию и поселились в Париже.
Владимир Набоков занимался литературоведческой работой ещё до переезда в США. Так, в 1937 году в Париже была опубликована его статья «Пушкин, или Правда и правдоподобие», написанная им по-французски и предшествующая курсу лекций по русской литературе. Кроме того, важнейшую часть его заработков до переезда в Америку составляли публичные выступления в городах, являющихся центрами русской эмиграции (Берлин, Прага, Париж, Брюссель). В мае 1940 года Набоков и его жена Вера бежали из Парижа от наступающих немецких войск и переехали в США.

### Преподавательская деятельность

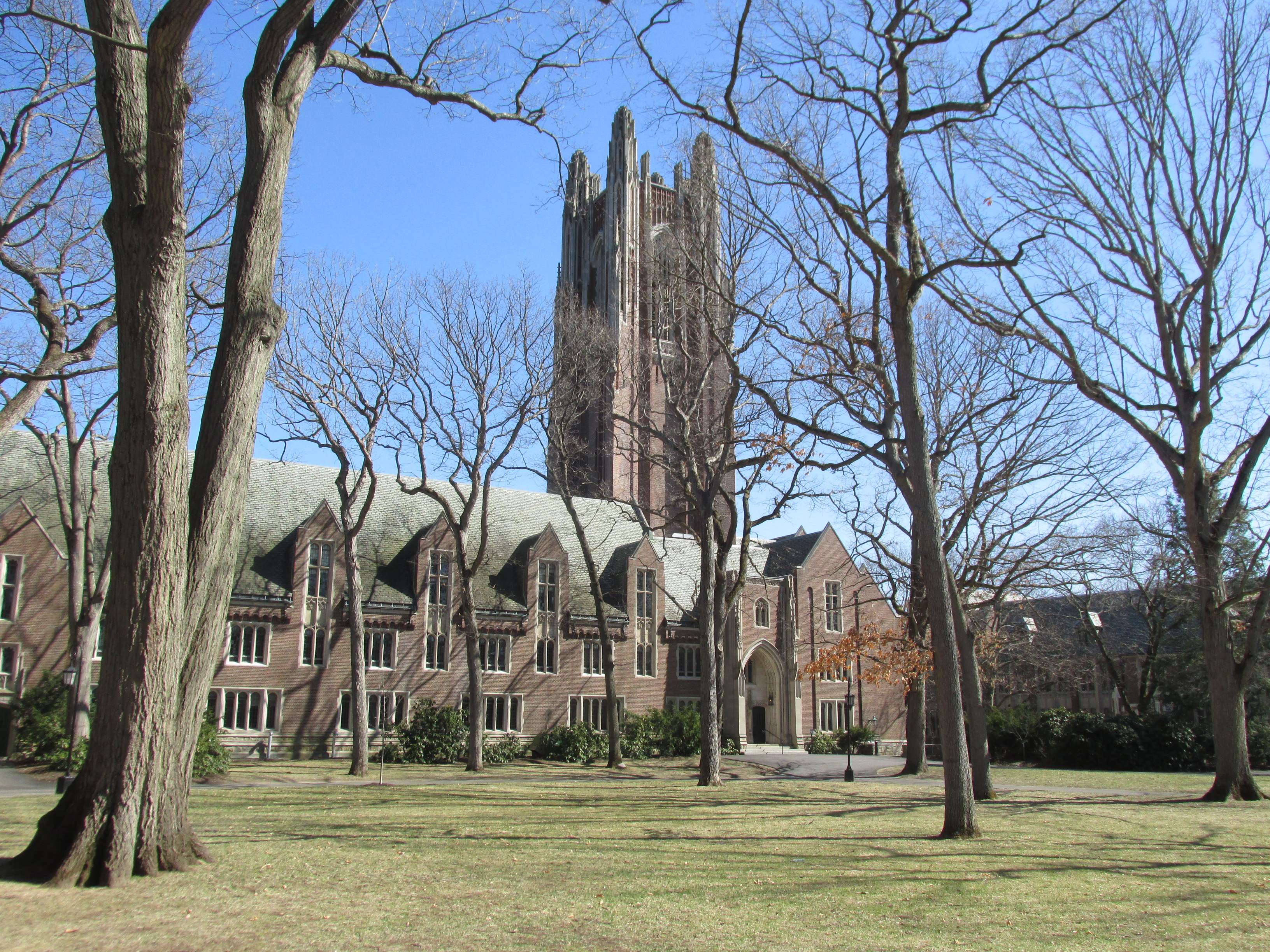
Колледж Уэллсли — первое преподавательское место работы Набокова в США

С 1940 по 1958 год Набоков, кроме нестабильных гонораров от издания его книг, зарабатывал на жизнь чтением курсов русской и мировой литературы в колледже Уэллсли (1941—1948) и затем в Корнеллском университете (1948—1958). Кроме того, он посвятил себя работе в энтомологической лаборатории Гарвардского музея сравнительной зоологии. Что касается литературоведческой работы, то в указанных учебных заведениях он читал курс «Мастера европейской прозы» и «Русская литература в переводах». Также в качестве приглашённого лектора он давал лекции в Гарвардском и Стэнфордском университетах. В 1948 году по настоянию Морриса Бишопа, писателя и главы романского отделения Корнеллского университета, был осуществлён перевод Набокова из Уэллсли, где его положение было довольно неопределённо и плохо оплачивалось. Писатель был назначен доцентом кафедры славистики и первоначально «читал промежуточный курс русской литературы и спецкурс повышенной сложности — обычно по Пушкину или по модернистским течениям в русской литературе». В связи с тем, что его русские группы были малочисленны, ему поручили также преподавание курса европейской литературы.
На основании изданных в 1950-е годы свидетельств студентов, обучавшихся у него, известно, что он был замечательным, но очень оригинальным преподавателем: «неортодоксальным по своим методам, обладавшим живыми и увлекательными манерами и, что особенно важно, умевшим привлечь внимание к тем взглядам на литературу как искусство, которые он проповедовал на своих занятиях». Росс Уэтстион, один из слушателей его курса, вспоминал, что Набоков акцентировал особое внимание на деталях произведения: «„Caress the details“ — „Ласкайте детали“, — возглашал Набоков с раскатистым „г“, и в голосе его звучала шершавая ласка кошачьего языка, — „божественные детали!“» По оценке Уэтстиона, лекторский талант его преподавателя заключался в особом отношении к литературе и манере обучения: «Набоков был замечательным учителем не потому, что хорошо преподавал предмет, а потому что воплощал собой и пробуждал в учениках глубокую любовь к предмету». По замечанию Чарльза Стэнли Росса: «Он читал свой текст очень тщательно, следил за надлежащим уровнем эрудиции в своём классе и менял принципы анализа в соответствии с особенностями каждой разбираемой книги». Писатель Джон Апдайк писал, что лекции Набокова «были электризующими, полными евангелического энтузиазма». Апдайк был знаком с набоковской манерой преподавания благодаря воспоминаниям жены, посещавшей его последние курсы в весеннем и осеннем семестрах 1958 года. Она с благоговением говорила об этих лекциях: «Я чувствовала, что он может научить меня читать. Верила, что он даст мне что-то такое, чего мне хватит на всю жизнь, — так оно и случилось». По словам американского писателя, под влиянием своего учителя она не могла уже позже относиться всерьёз к некоторым авторам, например, воспринимать творчество Томаса Манна. Она осталась верна эстетическому кредо Набокова: «Стиль и структура — это сущность книги; большие идеи — дребедень». В середине 1960-х годов Набоков вспоминал свой последний курс со смешанными чувствами: «Мой метод преподавания препятствовал подлинному контакту со студентами. В лучшем случае они отрыгивали на экзамене кусочки моего мозга». С другой стороны, ему нравилась одобрительная реакция и отклик аудитории на его удачные слова, мысли, а наибольшее удовлетворение он чувствовал, когда получал письма от своих бывших слушателей, осознавших, чего он от них добивался, акцентируя внимание на деталях, и благодаривших его за обучение.
В 1944 году была опубликована книга-исследование Набокова «Николай Гоголь», первоначальное название которой было «Гоголь в Зазеркалье» (англ. Gogol through the Looking Glass). Кроме того, многие его художественные произведения насыщены литературоведческими деталями и отсылками. Это позволило слависту Саймону Карлинскому подчеркнуть, что «Дар» (1938) представляет собой не только роман, но и сжатую историю литературы XIX века. «В американский период вершиной этого жанра стали „Бледный огонь“ и „Ада“, где литературоведческие изыскания и широкая эрудиция автора участвуют в развитии сюжета», — отмечал Карлинский.

### Замысел и подготовка
Материальный успех и известность, пришедшие к писателю после опубликования в 1955 году его знаменитого романа «Лолита», позволили Набокову отказаться от преподавательской деятельности, переселиться в 1960 году с женой в Швейцарию и сосредоточиться на творчестве. Он раздумывал и предпринимал усилия к опубликованию своих лекций уже в начале 1950-х годов. В письме Паскалю Ковичи от 12 ноября 1951 года писатель указывает, что к публикации готовится его литературоведческая книга. Предполагалось, что это издание будет состоять из десяти глав: 1. Мигель де Сервантес («Дон Кихот»); 2. Джейн Остен («Мэнсфилд-парк»); 3. Александр Пушкин («Пиковая дама»); 4. Чарльз Диккенс («Холодный дом»); 5. Николай Гоголь и Марсель Пруст; 6. Гюстав Флобер («Госпожа Бовари»); 7. Лев Толстой («Анна Каренина», «Смерть Ивана Ильича», «Хаджи-Мурат»); 8. Антон Чехов («В овраге», «Дама с собачкой» и несколько других рассказов); 9. Франц Кафка («Превращение»); 10. Искусство перевода. Однако по ряду причин издание тогда не увидело свет, но на протяжении 1960-х годов писатель обдумывал различные варианты опубликования своих лекций и заявлял, что работает над их подготовкой. Эти лекции получили затем название «Шедевры мировой литературы», но и они не были напечатаны. Кроме того, в начале 1970-х годов Набоков изменил своё отношение к ним, и в апреле 1972 года, после просмотра своих лекционных рукописей, в рабочих записках указал: «Мои университетские лекции (Толстой, Кафка, Флобер, Сервантес и проч.) слишком сыры и хаотичны и никогда не должны быть опубликованы. Ни одна из них!» Однако известно, что замысел опубликования своих лекционных материалов не оставлял его, и он был заинтересован в том, чтобы издать хотя бы их часть.

## Подготовка к публикации
Лекции по русской и мировой литературе были составлены из машинописных и рукописных заметок Набокова и изданы посмертно американским библиографом и литературоведом Фредсоном Бауэрсом при содействии вдовы писателя Веры и сына Дмитрия. В предисловии к изданию «Лекций по русской литературе» Бауэрс сообщил о состоянии литературоведческих рукописей Набокова. По своему содержанию они очень отличаются по степени своей готовности, завершённости текста и структуры. Большая часть записей сделана собственноручно Набоковым, с отдельными машинописными текстами, набранными его женой и предназначенными для облегчения чтения. С содержательной стороны степень завершённости рукописей варьируется от недоработанных черновых рукописных набросков о Максиме Горьком до объёмного машинописного текста о Льве Толстом. Бауэрс предполагал, что материал, посвящённый Толстому, видимо, должен был стать частью объёмистого введения в лекции об Анне Карениной, подготовленные для создания учебного издания. Машинописные страницы имеют более проработанный вид, так как в них Набоков, как правило, проводил редактирование, дополняя и комментируя их, поправляя неудачные фразы и обороты. Рукописные материалы в некоторых местах содержат чистовые варианты, со следам переработки при их просмотре.

## Содержание

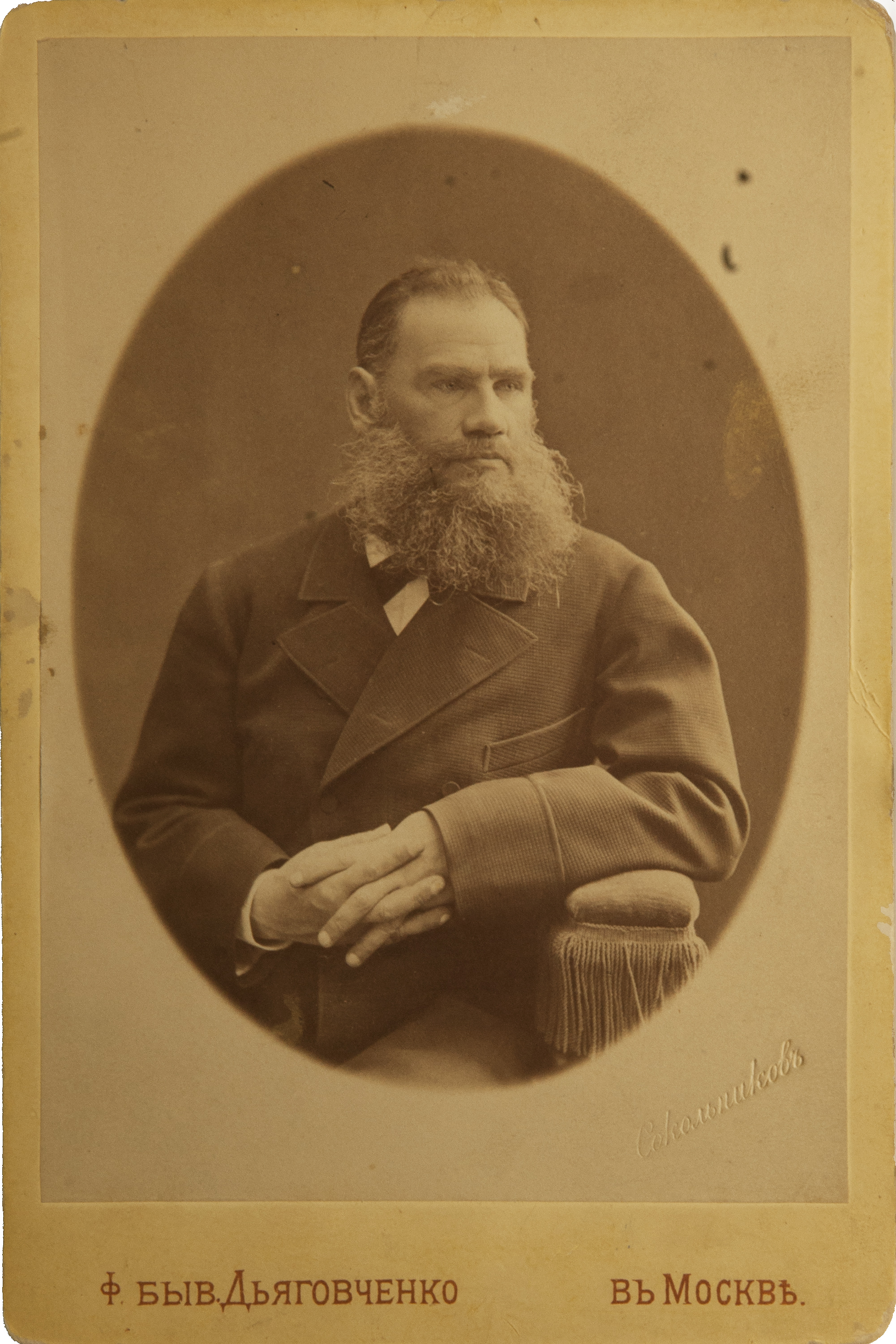
Лев Толстой — крупнейший русский прозаик по мнению Набокова

В «Лекциях по русской литературе» Набоков обращается к исследованию жизни и творчества нескольких русских писателей: Николая Гоголя, Ивана Тургенева, Фёдора Достоевского, Льва Толстого, Антона Чехова, Максима Горького. Во многом композиция и содержание лекций обусловлены той аудиторией, к которой он обращался, преподавая в колледже и университете. Роберт Олтер по этому поводу заметил, что несмотря на то, что автор в основном сосредотачивает внимание на стиле и композиции разбираемых произведений, высказывая интересные суждения в отношении этих вопросов, его метод скорее демонстрационный, чем аналитический. Видимо, это вызвано тем, что его аудитория состояла «из девственно-невинных читателей, впервые пробирающихся или даже продирающихся через изучаемую книгу».
В программной статье «Писатели, цензура и читатели в России», основанной на лекции, прочитанной на Празднике Искусств в Корнеллском университете 10 апреля 1958 года, с которой начинается издание, Набоков приводит свои суждения об истории и хронологии великой русской литературы. Он отмечал, что она сумела достичь уровня английской и французской, получивших мировое признание значительно раньше, только в XIX веке, при этом создав «блистательную плеяду авторов». По мнению писателя, русская литература существует относительно недолго: «Вдобавок — она ограничена во времени, поэтому иностранцы склонны рассматривать её как нечто завершенное, раз и навсегда законченное. Это связано, главным образом, с безликостью типично провинциальной литературы последних четырёх десятилетий, возникшей при советском режиме». Однако великая русская литература не ограничивается блистательным XIX веком, после того как умерли Чехов и Толстой, так как «появилось новое поколение писателей, последняя вспышка, лихорадочный всплеск талантов»: «Эти два предреволюционных десятилетия совпали с расцветом модернизма в поэзии, прозе и живописи». К числу выдающихся авторов этого периода Набоков относил писателя Андрея Белого, названного им предшественником Джеймса Джойса, поэта Александра Блока и некоторых поэтов‑авангардистов. После Октябрьского переворота и установления большевиками террористической диктатуры большая часть русских писателей эмигрировала, за некоторыми исключениями (например, Владимир Маяковский), а советская литература была задавлена партийными указаниями и ограничениями. Завершал свою лекцию писатель обращением к «идеальному» читателю, занимавшему его мысли. Его слова были адресованы чутким, заслуживающим восхищения читателям, которые не отождествляют себя «по-юношески» с персонажами произведения, а взаимодействуют с его автором. В эстетической концепции Набокова читатели не должны искать реальных сведений о России в произведениях русской литературы. Они должны осознавать, что книги Толстого и Чехова представляют собой отдельную художественную ценность, «особый мир, созданный воображением гения». Поэтика писателя также выражена в следующей программной позиции:
Настоящий читатель не интересуется большими идеями: его интересуют частности. Ему нравится книга не потому, что она помогает ему обрести «связь с обществом» (если прибегнуть к чудовищному штампу критиков прогрессивной школы), а потому, что он впитывает и воспринимает каждую деталь текста, восхищается тем, чем хотел поразить его автор, сияет от изумительных образов, созданных сочинителем, магом, кудесником, художником. Воистину лучший герой, которого создаёт великий художник — это его читатель.

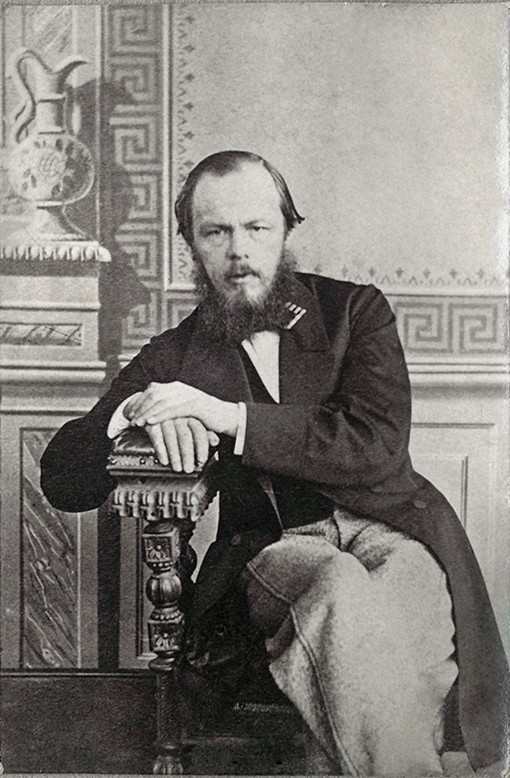
Фёдор Достоевский — объект критики Набокова

В «русских лекциях», за исключением короткого раздела о раннем Горьком, основанного на книге советского литературоведа Александра Роскина, представлены четыре крупнейших российских писателя XIX века: Тургенев, Толстой, Достоевский и Чехов, а лекция о Гоголе — это извлечение из книги Набокова 1944 года. Тургенева, по оценке автора, нельзя по его таланту и значению ставить вровень с Гоголем, Толстым или Чеховым: «Он не великий писатель, хотя и очень милый». Среди указанных писателей наибольшее одобрение у Набокова вызывает творчество Толстого, охарактеризованного им как «непревзойденный русский прозаик». Хотя Набоков очень ценит автора «Анны Карениной», видимо, фундаментальным (и не только по хронологическим соображениям) русским писателем он считает Гоголя, сумевшего своими произведениями предвосхитить творчество Толстого и Чехова. Автор, оставляя в стороне таких предшественников Толстого, как Пушкин и Лермонтов, приводит свой список русских писателей по их значению: «первый — Толстой, второй — Гоголь, третий — Чехов, четвёртый — Тургенев»: «Похоже на выпускной список, и разумеется, Достоевский и Салтыков‑Щедрин со своими низкими оценками не получили бы у меня похвальных листов». Советский и российский литературовед Александр Илюшин, называя такой подход субъективным и безапелляционным, писал по этому поводу: «Итак, среди великих русских писателей есть хорошие и есть плохие. Впрочем, как выясняется, у хороших не всё хорошо, а у плохих не всё плохо. Но общая картина от этого не меняется». Если не брать политизированного, тенденциозного, по оценке Набокова, творчества Горького, наиболее чуждым из представленных в «Лекциях» писателей для него является Достоевский, которого он называет «довольно посредственным» автором. Лектор признаётся: «Не скрою, мне страстно хочется его развенчать». Нелюбовь Набокова к творчеству и мировоззрению Достоевского известна; он рассматривает великого русского прозаика как потенциального драматурга, скрытого за романистом. Так, по мысли лектора: «В качестве романов его книги рассыпаются на куски, в качестве пьес — они слишком длинны, композиционно рыхлы и несоразмерны». По наблюдению Набокова, в творчестве нелюбимого им писателя прослеживается влияние западной литературы в виде сентиментальных и готических романов, причём оно совмещается с «религиозной экзальтацией, переходящей в мелодраматическую сентиментальность». Наибольшей творческой удачей Достоевского автор лекций называет раннюю повесть «Двойник»: «Повесть эта — совершенный шедевр, но поклонники Достоевского‑пророка вряд ли согласятся со мной, поскольку она написана в 1840 г., задолго до так называемых великих романов, к тому же подражание Гоголю подчас так разительно, что временами книга кажется почти пародией». Набоков критикует Достоевского за его «идейность», стремление к месту и не к месту использовать христианские темы и символику, использование материалов криминальной хроники, повторяющихся экзальтированных персонажей, часто страдающих различными психопаталогиями. Так, по его оценке «Братья Карамазовы» не что иное как «великолепный пример детективного жанра, который Достоевский упорно разрабатывал и в других романах». Книга представляет собой «типичный детектив, лихо закрученный уголовный роман», но действие в нём разворачивается медленно для такого рода литературы.

## Публикации
Лекции по русской и мировой литературе были изданы в США в три этапа: «Lectures on Literature» (1980), «Lectures on Russian Literature» (1981), «Lectures on Don Quixote» (1983). В январе 1982 года вышло английское издание «Лекций по русской литературе». В 1996 году они вышли в свет на русском языке, через три года был выпущен дополнительный тираж, после чего они неоднократно переиздавались. В русскоязычных изданиях была буквально воспроизведена последовательность представленных в «Лекциях» писателей согласно порядку латинского алфавита (Чехов, Достоевский, Гоголь, Горький, Толстой, Тургенев), а не хронологическое согласование их жизни и творчества.

## Критика
Выход в свет «Лекций» Набокова в англоязычной прессе был воспринят с энтузиазмом, но звучали и различные критические замечания. Так, критик Washington Post Майкл Дайрда приветствовал начало их публикации и высоко их оценил. По его выражению, они «по праву занимают место в одном ряду с письмами Флобера, предисловиями Генри Джеймса и дневниками Вирджинии Вулф». С учётом репутации Набокова в литературных кругах как зацикленного на своём творчестве автора и того, что некоторые из критиков приписывали ему «неизменную самовлюбленную надменность», многих удивило, что он сумел уделить внимание и детально проанализировать работы писателей прошлого (Остин, Диккенс, Толстой, Чехов), в том числе и тех, кто не соответствовал его эстетическим предпочтениям. Рецензентов особенно удивило то, что несмотря на известное отрицательное отношение Набокова к Достоевскому, писатель сумел проявить себя по отношению к нему в качестве скрупулёзного исследователя, обратившись к книгам автора, чья поэтика ему была не близка. Саймон Карлинский назвал такой подход к Достоевскому в «Лекциях» «настоящей сенсацией», так как «неожиданным оказалось глубокое знакомство Набокова с творчеством Достоевского и проницательность его суждений».
Несмотря на то, что публикация лекций была воспринята как выдающееся событие в области литературоведения, прозвучал ряд критических замечаний в адрес Набокова, касающихся упрощённого метода анализа и изложения, неакадемичности, субъективизма, использовании пространных цитат анализируемых произведений. Так, Энн Фридман не нашла у Набокова какой-либо особой проницательности; отметив, что получила удовольствие от наблюдения за ходом мыслей писателя и его литературным мастерством, она выразила критику в отношении композиционной структуры «Лекций по русской литературе». Кроме того, как недостаток она назвала утомительные пересказы и обилие неоправданно больших цитат. Фридман также сделала ряд замечаний в связи с чрезмерно узкоформалистичным методом Набокова. Роберт Олтер называет «Лекции» тем, чем они и являются, — то есть лекциями, а не сборником критических эссе. В печатном виде они значительно теряют свою привлекательность, которой обладали в ходе проведения занятий Набоковым, с его эффектным стилем устной подачи материала, производившим, по свидетельству Джона Апдайка, «магнетическое впечатление». Однако без живого присутствия автора «эти обзоры, как бы изящно ни были они написаны, представляют собой не более чем обзоры, а цитаты, увы, всего лишь цитаты». Многие исследователи указывали на такой недостаток, как практически полное отсутствие в учебных материалах Набокова ссылок на литературоведческие труды других авторов. В своей рецензии на первое русское издание Людмила Оглаева отметила как значительный недостаток то, что некоторые набоковские суждения не отличаются новизной и оригинальностью: «Практически не используя какую-либо критическую литературу, Набоков невольно начинает играть нелепую роль изобретателя велосипеда».
В «Лекциях по русской литературе» Набоков — всё же сам часть её: учит, преподаёт, размышляет, внушает, как правило, невразумлённому иностранцу. Он имеет всегда в виду всё тело русской литературы, рассуждая о той или иной её прекрасной части. Иностранную же литературу в этой вот книге он подает как читательское исполнение отдельных излюбленных им шедевров. Разница, возможно, та же, как между сольной партией в оркестре и сольным концертом маэстро.
Более поздняя критика выработала несколько подходов при рассмотрении курса лекций Набокова. К ним стали подходить как к своеобразному манифесту писателя, стремившегося выразить свою эстетическую концепцию и взгляды. Отмечается, что литературоведческие труды Набокова могут помочь интерпретировать его творчество, определить его место в русской словесности. Литературовед Эльмира Гусейнова подчёркивала, что анализ набоковских лекций позволяет найти путь в «лабораторию писателя», где он предстаёт в качестве «писателя-читателя», раскрывающего то, как сделаны его собственные произведения. Некоторые исследователи отмечали, что в лекциях проводится анализ произведений писателей, похожих на героев его книг, а такой известный набоковед, как Брайан Бойд назвал их «своеобразным сценарием перфомансов». Людмила Оглаева, указывая на несомненную литературную ценность издания, отмечала, что «профессор Набоков» — это только один из многих образов «Набокова-художника», а сами лекции «позволяют нам глубже постичь творческое „я“ одного из самых загадочных и удивительных писателей уходящего XX столетия». Борис Парамонов писал, что лекции в том виде, в котором они дошли до читателя, не производят «впечатления стройного курса истории русской литературы» и не имеют продуманной традиционной схемы. Однако они наглядно показывают авторскую позицию Набокова, «не видевшего и не желавшего видеть в литературе ничего, кроме чисто эстетических достоинств; всё выходящее за пределы этой характеристики для Набокова вообще литературой не было». Позиция Набокова в лекционном курсе сводилась к тому, чтобы не обучать истории литературы, а стремиться к её постижению, умению находить в произведении литературные достоинства, красоту, и любоваться ею. Традиционные академические требования, касающиеся исторических и биографических деталей, вынуждали писателя включать их в свой курс. Однако, писал Парамонов, заметно, что он делал это неохотно, подчиняясь условностям системы образования: «Соответствующие части набоковского курса производят впечатление натянутости, буквально вымученности: чувствуется, как ему не хотелось заниматься всем этим внехудожественным антуражем, всей этой хронологией. Тут он позволял себе даже нечто вроде халтуры: страницами цитировал соответствующие тексты второстепенных исследователей». По этому поводу Карлинский также отмечал: «Прежде всего Набокова интересовали неповторимые особенности автора и книги. В обзорном курсе он приводит ровно столько исторических сведений об эпохе, сколько необходимо для того, чтобы студенты сосредоточились на конкретном литературном шедевре».
Писатель Андрей Битов образно заметил, что Набоков, ставший великим композитором в литературе, оказался ещё и «величайшим исполнителем литературы», сумевшим присоединить её посредством своих трудов к собственному творчеству. В своих «Лекциях» он стремился научить читать «в заветном, музыкальном, смысле слова», а в его работах по иностранной литературе выразилось в наиболее полной мере это «редкое искусство чтения». По наблюдению Игоря Филатова, литературоведческие работы Набокова — это антология и одновременно набор используемых им литературных приёмов: «Главная задача Набокова-критика — показать, как „сделаны“ произведения писателей, ставших объектом критики. В этом заключается и стратегия набоковского литературного анализа, который сводится к воссозданию индивидуального стиля писателя, потому что в „стиле отражается человек“». Андрей Павлов, отмечая, что «Лекции» представляют собой «вариант неклассической рефлексии о литературном произведении», «опыт осмысления различных стадий и вариантов читательской рецепции», писал, что они не являются академическим историко-литературным курсом, а направлены на то, чтобы способствовать «формированию культуры полноценного читательского восприятия литературного произведения».